# Cativelos
Cativelos es una freguesia portuguesa del concelho de Gouveia, con 7,09 km² de superficie y 873 habitantes (2001). Su densidad de población es de 123,1 hab/km².